# 링스 (브라질)

링스의 위치

링스(포르투갈어: Lins)는 브라질 상파울루주의 도시로 면적은 570,058km2, 높이는 437m, 인구는 71,432명(2010년 기준), 인구 밀도는 124.98명/km2이다.